# 海瑞墓
20°00′30″N 110°17′31″E / 20.00833°N 110.29194°E
海瑞墓，位于中华人民共和国海南省海口市滨涯村，是明代被誉为“海青天”的官员海瑞的墓地。该墓建成于万历十七年（1589年），文革期间一度被毁，后得以重修。1996年，海瑞墓被列为全国重点文物保护单位。

## 历史
海瑞（1514-1587），广东琼山县人。因敢于直言进谏、刚正不阿而被后世誉为“海青天”:827。万历十五年（1587年）卒于南京吏部右侍郎任上，追赠太子太保。海瑞去世之后，其财产不足以治丧。佥都御史王用汲见状，凑钱为海瑞置办后事。海瑞灵柩自长江运走时，两岸聚集了大量自发身着丧服、送行祭奠的人。海瑞的灵柩运回故乡之后，相传在现有墓址前抬棺绳突然断裂，人们遂在此埋葬海瑞。墓由海瑞的同乡兼学生，钦差许子伟监督建造并撰写墓碑:106。万历十七年（1589年），海瑞墓正式修建完成:19。中华人民共和国成立后，自1950年起多次出自重修海瑞墓:19。文化大革命期间，海瑞墓遭到严重破坏。1982年重修并将墓园对外开放:73，并在墓园西侧修建海瑞文物陈列室:105。1996年，海瑞墓被列为全国重点文物保护单位。2012年，海口市投资5.36亿元人民币重修海瑞墓，扩建其墓园范围。

## 结构
海瑞墓位于海南省海口市西郊的滨涯村，墓园坐北朝南，门口立有石牌坊，上书“粤东正气”四字。牌坊后修有石板墓道，墓道上方另立有功臣坊等2座石牌坊，两旁立有石羊、石马、石狮、石龟、石翁仲等。墓道尽头为墓冢。墓冢用花岗岩砌成，高3米，呈古钟形，底部平面呈六边形，上半部平面呈圆形且向上收分。墓冢前立有墓碑，其上正中写有“黄明敕兹善大夫南京督察院右佥都御史赠太子少保谥忠介海公之墓”，左侧写有“钦差督造坟茔兼斋谕祭文行人司行人许子伟选”，右侧写“万历十七年巳丑二月廿二日午时吉旦敬建”。墓碑前建有5尊香炉烛台和1座大石供桌。墓园左侧修建有海瑞文物陈列室。:72-73:293:19:104